# 이시가미촌 (이바라키현)
이시가미촌(石神村)은 이바라키현 나카군에 일찍이 존재했던 촌이다.

## 지리
현재의 도카이촌 북부에 해당한다.
- 촌은 구지강 남쪽 기슭에 위치해 있다

## 역사
- 1889년 4월 1일 - 정촌제 시행에 의해 나카군 이시가미촌이 성립하였다.
- 1955년 3월 31일 - 무라야마촌과 합병해 도카이촌이 성립하여, 무라야마촌은 소멸하였다.

## 인구
| 1891년 | 3,101 |
| 1920년 | 3,878 |
| 1935년 | 4,877 |
| 1950년 | 6,816 |

## 교통

### 철도
- 일본국유철도 (동일본 여객철도)
  - 가시마 선

※이시가미역은 1957년 4월 1일에 도카이역으로 개칭
- 무라마쓰 철도 (1933년 폐지)

### 도로
- 1급국도
  - 국도 제6호선

## 참고문헌
- 角川日本地名大辞典編纂委員会『角川日本地名大辞典 8 茨城県』、角川書店、1983年 ISBN 4-04-001080-9